# イムマヌエル綜合伝道団
イムマヌエル綜合伝道団（イムマヌエルそうごうでんどうだん）は、岩上祝仁が代表を務める日本の宗教法人である。
東京都に本部を置くプロテスタントホーリネス系福音派のキリスト教団で、ジョン・ウエスレーによる18世紀のメソジスト運動、19世紀のホーリネス運動の流れを汲んでおり、聖書の真理に立つ福音的な立場を堅持し、メソジスト的ホーリネスの宣証と世界宣教の実践を掲げる。日本福音同盟 (Japan Evangelical Association) 、アジア福音同盟 (Evangelical Fellowship of Asia) 、世界福音同盟 (World Evangelical Fellowship) に加盟する。通称は「インマヌエル教団」「インマヌエル教会」。

## 歴史

### 創設期
創設者、蔦田二雄は、第二次世界大戦前、中田重治によって始められた日本ホーリネス教会にあって、教職として日本橋教会を牧会、その地域での伝道に従事していたが、戦時中の軍閥政府による教会弾圧の中で2年間の投獄を経験した。終戦後、戦前の関わりを一切絶って、1945年10月21日、2人の同労者とともに、投獄中に与えられたヴィジョンに従って「インマヌエル」の名の下に新しい教派を興した。18世紀のイギリスを革命から救い、社会に大きな変革をもたらしたメソジスト運動において展開された、キリストの愛を中心とする聖書的・実践的な生き方を継承しようという意図・願望によるものであった。なお、この2人の同労者とは、広島で原爆の被害に遭ったが奇跡的に助かった医師の長谷川正子と、伝道師の元子の双子の姉妹であった。
翌1946年3月、先に始められた医務部に加えて、伝道部が設立され、イムマヌエル綜合伝道団の第1次年会が開催された。この時には、山本岩次郎、大橋武雄、川口始、朝比奈寛、松村導男など、敗戦によって戦地から引き上げてきた人材が働きに加わっていた。
1949年5月、東京・丸の内のビルの一室に、神学教育機関「イムマヌエル聖宣神学院」を設立した。この神学院からは全国のインマヌエル教会はじめ、友好団体、また教会で仕える教役者たちや国外で宣教師として働く人材を多く輩出している。
1952年、戦前より日本で宣教活動に従事していたウェスレアン宣教団（北米ウェスレアン教会の宣教部門）、後には、超教派の宣教団体・World Gospel Missionとも連盟関係を結び、インマヌエル・ウェスレアン連盟（Immanuel Wesleyan Federation）の下、国内外で宣教活動に携わっている。
1959年、インマヌエル綜合伝道団は、日本宣教百年記念聖書信仰運動（Japan Protestant Centennial）の中で、中心的な役割を果たした。この運動は翌年日本プロテスタント聖書信仰同盟:Japan Protestant Conference として組織化され、「聖書は誤りなき神のことば」との標語のもとに、全国に「聖書信仰」を推進する運動を展開した。

### 成長期
1960年代、インマヌエル綜合伝道団は「全県攻略運動」、「倍加運動」などの標語の下に果敢な伝道活動を繰り広げ、この期間は、ほぼ毎年、県庁所在地のいずれかにその地域の伝道の拠点として、一、二の教会を新設して、牧師を任命した。

### 転換期
創設以来、60年以上の歳月を経、人材的に、機構的に変革期を通りつつある。
- 「総理」という表現を改めて「代表」とし、従来より一層「合議的」要素を強めた。4年ごとに開催される教団総会が、最高の議決機関であることには変更はない。
- 従来の教区システムに加えて、より広範なブロックの概念を導入し、ブロック・アドヴァイサーの立場を設けた。
- 従来の本部「事務局」に変えて、「総務局」を設置し、直接、伝道・宣教、または、宗教教育に関係のない部局を、総務局の下に統合した。

## 特色
- ジョン・ウェスレーの唱えた「キリスト者の完全」の教理を強調するウエスレアン・アルミニアン神学に立つ。
- 名称に「綜合」とあるのは、宣教のみならず、医療、教育、農耕を含む総合的な伝道を目指したからである。
- 自治、自給、自展、自育と整理される、他に依存しないで神のみに依り頼んで自立原理に基づいて教団形成をする。
- 国内伝道とともに、世界宣教に使命を持ち、イムマヌエル綜合伝道団に所属する日本人クリスチャンたちの献金で、国外に宣教師を派遣している。
- 牧師は、年会において代表（旧称・総理）によって、それぞれの奉仕教会に任命されるメソジスト的「任命制」を取っている。この年会任命は、毎年春に行われている。

## 現況
- 国内では、現在、県庁などが所在する都市を中心に、全国115の教会（「所在地」の項を参照）を擁するまでになっている。
- 国外では、現在、宣教師が引き上げた国・地域もあるが、インド（1960 - ）、ジャマイカ（1968 - ）、ケニア（1970 - ）、パプアニューギニア（1976~1994）、フィリピン（1979 - ）、ボリビア（1984 - ）、台湾（1988 - ）、香港（1992 - 1998）、ハイチ（2003 - 2006）、カンボジア（2006 - ）に宣教師たちを派遣し、インマヌエル諸教会に属するクリスチャンたちからの献金によって、伝道・宣教、医療活動、神学教育に携わっている。このほかにも、インマヌエル聖宣神学院の卒業生たちが、ブラジル、タイなどで宣教師として、また、現地の牧師として活躍している。

## 所在地

### 本部・総務局ほか
- 東京都千代田区神田駿河台2-1 OCCビル6F、代表：岩上祝仁（2021/3 - 現在）
- 歴代の代表（旧称・総理）経験者：
  - 蔦田二雄（1945 - 1971/7）
  - 福田約翰（1971/7 - 1977）
  - 朝比奈寛（1977 - 1997）
  - 藤本栄造（1997 - 2000）
  - 河村襄　（2000 - 2003）
  - 竿代信和（2003/3 - 2006/2）
  - 竿代照夫（2006/2 - 2012/2）組織改革に伴い、総理が代表に改名された。
  - 藤本満　（2012/2 - 2018/3)
  - 内山勝（2018/3 - 2021/2）
  - 岩上祝仁（2021/2　‐　　）

### 聖宣神学院
- 神奈川県横浜市緑区西八朔町1194-2、院長：河村従彦（2011/3 - 2020/3）
- 院長：林正弘（2020/3 - ）

### 地域教会
全国に116の教会がある（数字は、教会を開設した年）。
北日本ブロック（北海道・東北・北関東教区－ブロック・アドバイザー：細田恒太郎）
- 北海道：札幌（1960 - ）、釧路（1982 - ）、恵庭（1996 - ）
- 東北：十和田（1946 - ）、大湊（1956 - ）、山形（1962 - ）、秋田（1964 - ）、郡山（1965 - ）、仙台（1973 - ）、盛岡（1974 - ）、青森（1978 - ）、福島（1993 - ）、酒田（2004 - ）、鶴岡白山（2018 - ）
- 北関東：上田（1962 - ）、高崎泉（1962 - ）、宇都宮（1964 - ）、大宮（1954 - ）、鴻巣（1955移管）、浦和（1957 - ）、越谷（1988 - ）、北本（1990 - ）

関東南ブロック（東関東・東京・神奈川教区－ブロック・アドバイザー：佐藤信行）
- 東京：中目黒（主都中央、1948 - ）、富士見台（1955移管 - ）、王子（1956 - ）、武蔵村山（久米川、東大和、1956 - ）、板橋（1956移管 - ）、深川（1956 - ）、立川（1959 - ）、鰍沢（1964 - ）、甲府（1975 - ）、白鳥（1980 - ）、八王子（1987 - ）
- 神奈川：高津（1947 - ）、横浜（西区、1963 - ）、湘南中央（藤沢市、1977 - ）、聖宣神学院（横浜市緑区、1982 - ）、桂町（- ）、韮山ホームチャペル（）
- 東関東：船橋（1946 - ）、千葉（1954 - ）、水戸（1962 - ) 、館山（1962 - ）、高根（1974 - ）、神栖（1977 - ）、木更津（1981 - ）、松戸（1985 - ）、市川（2001 - ）、行徳駅前（新浜、1994 - ）

中部ブロック（静岡・中京・北越教区－ブロック・アドバイザー：浜田耕三）
- 北越：長岡（1946 - ）、金沢（1948 - ）、福井（1971 - ）、富山（1973 - ）、新潟（1974 - ）、小松（1977 - ）、七尾（1983 - ）、金沢泉（1989 - ）
- 静岡：静岡（1946 - ）、磐田（1948 - ）、金谷（1951 - ）、浜松（1954 - ）、下田（1954 - ）、島田（1956 - ）、清水（1959 - ）、藤枝（1978 - ）
- 中京：名古屋（1951 - ）、岐阜（1970 - ）、四日市（1972 - ）、豊田（1976 - ）

西日本ブロック（近畿・大阪・中国教区－ブロック・アドバイザー：蔦田聡毅）
- 京阪神：大阪伝法（1912 - ）、京都伏見（1927 - ）、神戸（1928 - ）、高田（1947 - ）、王寺（1963 - ）、和歌山（1964 - ）、彦根（1965 - ）、加古川（1974 - ）、姫路（1975 - ）、草津（1977大津 - ）、堺（1981 - ）、高槻（1982 - ）、豊中（1983 - ）、枚方（1985 - ）、京都西（1987 - ）

南日本ブロック（中国・四国・北九州・南九州・沖縄教区－ブロック・アドバイザー：阪下謙）
- 中国：呉（1951 - ）、岡山（1962 - ）、下関（1965 - ）、浜田（1965 - ）、鳥取（1965 - ）、松江（1972 - ）、広島（1980 - ）、山口（1985 - ）
- 四国：香川（1959 - ）、徳島（1965 - ）、高知（1965 - ）、松山（1972 - ）、今治（1983 - ）
- 九州：北九州（1975 - ）、福岡（1957 - ）、長崎（1960 - ）、姶良（1963 - ）、宮崎（1964 - ）、熊本（1964 - ）、佐賀（1966 - ）、別府（1969 - ）、指宿（1980 - ）、鹿屋（1981 - ）、久留米（1983 - ）
- 沖縄：那覇（1971 - ）、糸満（1972 - ）、東風平（1981 - ）